# 金馬放棄論

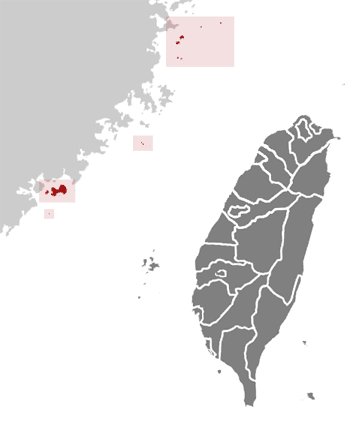
中华民国实控领土示意图。放弃金马地区，中华民国与中华人民共和国将完全被台湾海峡分割。金马地区被形容为“台灣與大陸連接的臍帶”、“‘一個中國’座標的連接點”，又曾被视为“反攻大陸的跳板”。

金马放弃论，又稱金馬撤軍論、金馬和平回歸中國，是指中華民國政府將武裝部隊與政府機構完全撤離金马地区（金門、馬祖），主動放棄在這個區域的主權與管理權，成立自治區或經由金門馬祖人民公投等方式，將這兩個地區交由中華人民共和國管理。是兩岸分治后，与台灣獨立運動以及中華人民共和國統一臺灣有关的一种观点。
在1949年中華人民共和國建國後，持續希望將金門與馬祖納入中國領土中，曾發動古寧頭戰役與金門炮戰，但遭中華民國國軍擊敗。美國曾建議蔣中正總統放棄這兩個領土，放棄反攻大陸，固守台灣海峽中線，避免與中國直接衝突，但並未被接受。現今一般追溯至1994年時任民主進步黨主席施明德個人提出的金馬撤軍構想，民主進步黨的官方政策中，從未正式列入此項計劃。
中國領導人習近平曾提出习五条，主張讓金門與馬祖先行回歸中華人民共和國，之後進一步讓台灣回歸中國的計劃。

## 历史沿革
自福建行政区形成起，金马地区与今福建省内其它地区即同属一个政权。清朝政府因马关條約割让台湾岛时，金马地区时属福建省。1912年中华民国建国至今，金马地区分属福建省的金門縣、连江县。金马地区与福建其它地区的分治，是1949年两岸分治的产物。
1949年，中华人民共和国建国，已大体掌握中国东南地区。中華民國政府仅控制东南沿海岛屿。当年10月，中华人民共和国发起金门战役失败，未能攻占金门。但随着中华人民共和国方面的军事优势增加，中华民国政府终在1955年，与美军合力执行金剛計劃，从浙江沿海岛屿撤退。其后，金马地区成为中华民国政府仅余的大陆领土，是两岸军事对峙的最前线。美國方面曾經建議中華民國政府主動放棄金門與馬祖，將軍隊完全撤退至台灣，防守台灣海峽，避免與中華人民共和國方面發生直接衝突，這項建議被蔣介石拒絕。他希望將金門與馬祖當成中华民国“反攻大陸的跳板”。
1958年8月，中华人民共和国方面发起八二三砲戰，其名義為阻止台獨，與對抗美國勢力。這項戰役最終由中華民國方面獲勝。
进入1980年代后，两岸关系缓和。1990年代，中華民國國軍执行精實案后，十万人的金门驻军逐步裁撤。1994年，時任民進黨主席的施明德提出的「金馬撤軍論」。当时，金马地区民众反对他的说法，並多次爆發抗議衝突，党内高层陳水扁等未予支持。时任立法委員的呂秀蓮曾在美国紐約的活动中，說明獨立的台灣共和國領土不包括金門與馬祖，但是金馬人民也可透過公民投票加入台灣共和國。立委沈富雄主張，不屬於台灣的東西，台灣人民不可以貪心，他認為金馬應該歸還給中華人民共和國，「就像故宮博物院的古董那樣！」台獨聯盟黃昭堂主張中華民國政府應遷去金門辦公，即台灣地位未定論，若要在台灣生存，便要公民自決建國。台灣建國之後，金馬住民也公民投票，可以建立金馬聯邦共和國，也可分別獨立，或併入海峽任何一方。此后，台湾舆论长期流传民主進步黨及“台独阵营支持金马割弃论”的观点。
少數金門與馬祖地方人士也出現推動公投，使金門馬祖回歸到中華人民共和國統治，成為和平中立區的討論。2006年，金門縣長李炷烽在縣議會提出將金門作為一國兩制試驗區的構想。2018年金門縣副縣長吳成典再度提出在金門施行一國兩制的想法，主張先與廈門結合，再回歸中國。這個構想得到國民黨前主席洪秀柱的支持。惟相關討論未受多數金門、馬祖人認可，僅止於政治人物之政治語言。
2023年，中華人民共和國國務院推出中國福建示範區計劃，希望使金門及馬祖與廈門及福州融合，先行回到中華人民共和國統治之下。

## 領海基線
中华人民共和国政府在1996年5月15日公告部分领海基线时，就已将金门和马祖两个岛屿划入其领海基线的内侧，但并无公布台湾的领海基线。中华民国政府则是在1999年2月10日，以《中华民国第一批领海基线、领海及邻接区外界线》公告其领海基线，範圍不包括金门和马祖。到2009年11月时，时任行政院长吴敦义曾解释，两岸有一些共识就是，搁置争议，共创双赢，当年就在这样的前提底下，保持留白，避免两岸为这样的尚未最终划清楚的界线，产生不必要的争端。
2009年11月18日，中华民国公布第一批领海基线修正案，範圍仍未包括金门和马祖。引发争议，當時民進黨立委質疑馬政府此舉是否要將金馬奉送對岸，內政部回應將於一年內提出第二批公告，積極爭取納入金馬兩地海域。至今台灣幾經政黨輪替，政府官方並未公布包含金馬在內的第二批領海基線。

## 各方观点

### 中华民国
2009年3月24日，民进党召开第十三届第四次全台各县市暨劳工党部主委会议。金门县党部主委陳滄江、澎湖县党部主委陈慧玲共同提案，要求民進黨中央將金門、澎湖、馬祖等三大外島的地圖納入黨旗之中，獲一致支持。陳滄江表示，“党主席蔡英文當場裁示同意，並要求主管單位立即研究，儘快設計在黨旗上加上金門、澎湖、馬祖的地圖”。陳滄江强调台澎金马是“生命共同体”，此举是不再让政客拿民主進步黨黨旗做为挑拨离间和分化族群的借口。施明德的“金马撤军论”以及离岛乡亲“民进党党旗没有金马地图就是要放弃金马”的论述，让民进党在金马等离岛的党务发展吃足“闷亏”，期待未来会有改变。
2019年8月23日，中華民國總統蔡英文在金門太武山忠烈祠出席「823六十一週年中樞紀念儀式」。她說，「823精神」就是台澎金馬是生命共同體，國人團結、國家一體。後於2020、2021年，持續重申台澎金馬是生命共同體，國土主權寸步不讓，要求國軍全力以赴守護家園。

### 中华人民共和国
2010、20年代，处理臺灣問題的政府机构——国台办在实务处理中，将福建沿海的金马居民视同台湾同胞。

### 美國
1954年12月2日，中華民國和美國簽訂《中美共同防禦條約》，其中領土定義範圍，就中華民國而言，是指台灣和澎湖。1955年1月29日，美國國會通過「1955年福爾摩沙決議」，涉及範圍是中華民國政府轄下的台灣和澎湖。
1979年1月1日，美國國會通過「台灣關係法」，其中「台灣」一詞定義，包括中華民國政府轄下的台灣和澎湖，未包括金門和馬祖。2011年有報導指出金門和馬祖人民申請美國簽證時，雖手持中華民國護照，簽證申請表上卻需填寫為中國籍。2011年時任美國在台協會（AIT）發言人萬德福回應，金門和馬祖屬於福建省，國籍當然歸為「China（中國）」，AIT幾十年來做法一致，從未更改。直至2023年，AIT簽證申請系統已更新資料，不會再把金馬地區的民眾自動帶入中國國籍，Country/Region 部分可選擇台灣。